# Esenler
Esenler (früher griechisch Litros und Avas) ist eine Stadtgemeinde (Belediye) im gleichnamigen Ilçe (Landkreis) der Provinz Istanbul in der türkischen Marmararegion und gleichzeitig ein Stadtbezirk der 1984 gebildeten Büyükşehir belediyesi İstanbul (Großstadtgemeinde/Metropolprovinz). Esenler liegt auf der europäischen Seite der Großstadt und ist seit der Gebietsreform ab 2013 flächen- und einwohnermäßig identisch mit dem Landkreis.

## Geografie
Der Landkreis/Stadtbezirk liegt zwischen Güngören im Süden, Bağcılar im Westen, Başakşehir im Nordwesten, Sultangazi im Nordosten, Bayrampaşa im Westen und Zeytinburnu im Südwesten. Flächenmäßig zählt er eher zu den kleinen Verwaltungsbezirken der Provinz und liegt bevölkerungsseitig auf Platz 15 der Liste der bevölkerungsreichsten Stadtbezirke, Tendenz fallend.

## Verwaltung
1981 wurde die Belediye Esenler (ebenso wie Yeşilbağ) in die Stadt Güngören eingegliedert. Im Jahr 1992 wurde der Kreis Güngören durch Abspaltung vom Kreis Bakirköy gebildet. Durch das Gesetz Nr. 3949 wurde schließlich 1994 der neue Kreis Esenler aus dem Kreis Güngören abgespalten. Er bestand (und besteht) aus nur einem Ort, eben der Stadt Esenler. Hierzu wurden von der Stadt Güngören 16 Mahalle (Stadtviertel/Ortsteile) abgetrennt und zur neuen Stadt Esenler vereinigt.
Seit der Verwaltungsreform von 2013/2014 ist das Gebiet der Großstadt mit dem der Provinz identisch, in jedem der İlçe (untergeordnete staatliche Verwaltungsbezirke) besteht eine namensgleiche Stadtgemeinde (Belediye), die jeweils dessen gesamtes Gebiet umfasst. Sie ist einem Stadtbezirk gleichgestellt, wird in Mahalle unterteilt und ist der Großstadtgemeinde untergeordnet. Den Mahalle steht ein Muhtar als oberster Beamter vor.
Ende 2020 lebten durchschnittlich 26.252 Menschen in jedem Mahalle, 46.121 Einw. im bevölkerungsreichsten (Turgut Reis Mah.).

## Bevölkerung
Einwohnerzahlen des Dorfes/der Belediye aus Volkszählungen
| Jahr      | 1935 | 1945 | 1950 | 1955 | 1960  | 1965   | 1970   | 1975   | 1980   |
| --------- | ---- | ---- | ---- | ---- | ----- | ------ | ------ | ------ | ------ |
| Einwohner | 302  | 539  | 312  | 331  | 3.482 | 10.709 | 31.382 | 49.379 | 68.509 |

Bevölkerungsfortschreibung am Jahresende
| Jahr      | 2008    | 2009    | 2010    | 2011    | 2012    | 2013    | 2014    | 2015    | 2016    | 2017    | 2018    | 2019    | 2020    |
| --------- | ------- | ------- | ------- | ------- | ------- | ------- | ------- | ------- | ------- | ------- | ------- | ------- | ------- |
| Einwohner | 464.557 | 459.980 | 461.072 | 461.382 | 458.694 | 461.621 | 458.857 | 459.983 | 457.231 | 454.569 | 444.561 | 450.344 | 446.276 |

Im Osten des Stadtbezirks liegt der Busbahnhof Esenler.

## Geschichte
Zu osmanischen Zeiten war der Ort von griechischen Bauern bevölkert. Beim Bevölkerungsaustausch zwischen Griechenland und der Türkei wurden die griechischen Bewohner 1923 deportiert und an ihre Stelle Türken aus Makedonien angesiedelt.